# Großer Bärenkopf
Großer Bärenkopf to szczyt w grupie Glocknergruppe, w Wysokich Taurach w Alpach Wschodnich. Leży na granicy dwóch austriackich krajów związkowych: Salzburga i Karyntii.
Ze stoków Großer Bärenkopfa i jego sąsiadów, m.in. Mittlerer Bärenkopfa (3356 m), Vorderer Bärenkopfa (3249 m) i Johannisberga (3453 m), spływa lodowiec Pasterze.
Z wierzchołka można zobaczyć między innymi szczyty: Grossglockner na południowym zachodzie, Johannisberg na zachodzie i Großes Wiesbachhorn na północnym wschodzie.
Pierwszego wejścia, 18 września 1869 r., dokonali Karl Hofmann, Johann Stüdl, Thomas Groder i Josef Schnell.